# Le Fou du roi (film)
Pour les articles homonymes, voir Le Fou du roi.
Pour plus de détails, voir Fiche technique et Distribution.
Le Fou du roi est une comédie française réalisée par Yvan Chiffre en 1984.

## Synopsis
Bien qu'il soit le fils de Dartagnan, Dieudonné est tout son contraire : dilettante, incapable, préférant la musique à la guerre, et les yeux de sa cousine, aux affaires d'état. Le roi voudrait qu'il soit son garde du corps et confident. Trop de personnes n'ont pas intérêt à ce qu'il prenne ce poste. Drames et aventures mouvementées se succéderont, de l'atmosphère sordide de la Cour des Miracles aux lambris dorés de la Cour du Roi. Les faux semblants et les travestis permettront de duper tout le monde dans cette histoire de cape et d'épée.

## Fiche technique
Source : IMDb, sauf mention contraire
- Réalisation et scénario : Yvan Chiffre, assisté d'Alain Nauroy
- Producteur : Dominique Saimbourg
- Musique du film : Sam Bernett et Dominique Perrier
- Directeur de la photographie : Jean-Francis Gondre
- Montage : Michel Lewin
- Création des décors : Frédéric Duru et Geoffroy Larcher
- Société de production : Distra, Japhila Production, Les Films Jacques Leitienne
- Société de distribution : Les Films Jacques Leitienne
- Format : Couleur - Son mono
- Pays de production :  France
- Genre : comédie
- Durée : 95 minutes
- Date de sortie :	
  - France : 16 mai 1984

## Distribution
- Michel Leeb : Dieudonné
- Jean Desailly :	Louis XIV
- Diane Bellego :	Madame de Montespan
- Brigitte Glastre : Auréline
- Elisabeth Kaza :	Dame Clarisse
- Howard Vernon : Abbé Guibourg
- Yvan Chiffre : Taillevent
- Guy Delorme : D'Artagnan
- Jean-Claude Dreyfus : Courtemise
- Jessica Grellier : Mademoiselle de Fontange
- Michèle Grellier : La mégère apprivoisée
- Mac Ronay : Lasalle
- Étienne Draber :	Colbert
- Sam Bernett : Maître René
- Gaëtan Bloom : La Voisin
- Ticky Holgado
- Gérard Zalcberg : Le Grand Condé
- Bernard Musson : Planchet
- Pierre Semmler : Guillaume d'Orange
- Eddy Jabès : Un belge
- Vincent Grass : Un belge
- Gérard Liadouze : Un belge
- Pierre Belot : Mansart
- Lionel Vitrant : La Fontaine
- Franck-Olivier Bonnet : L'officier flamand
- Yves Collignon : Un comédien de 'La mégère apprivoisée'
- Jacques Disses : Van de Putte
- Dominique Saimbourg :  Jean Racine